# Warree Bight
Warree Bight är en bukt i Belize. Den ligger i distriktet Corozal, i den norra delen av landet, 130 km norr om huvudstaden Belmopan.